# 테라사이언스
테라사이언스 주식회사(영어: TERA SCIENCE)는 경상남도 창원시에 본사를 둔 유압용 관이음쇠 제조업체이다.

## 역사 및 현황
테라사이언스는 1993년 10월 19일, 삼원테크라는 법인으로 설립되었으며, 2004년 1월 6일 코스닥 시장에 상장되었다.
2020년 7월 15일, 상호를 삼원테크에서 테라사이언스로 변경하였다.
그러나 2025년 4월 1일, 사외 이사 수 미달로 인해 관리 종목으로 지정되었다.

## 사업장 현황
- 본점: 경상남도 창원시 성산구 창원대로 1144번길 78
- 서울사무소: 서울특별시 강남구 언주로134길 4, 6층(논현동, 아이비타워)